# Vent'anni (film)
Vent'anni è un film italiano del 1949 diretto da Giorgio Bianchi.

## Trama
Ciro e Geppo sono due ladruncoli specializzati in piccoli furti; un giorno tentano un colpo più grosso, ma Ciro non ha calcolato che durante la preparazione della truffa si innamorerà di Iris e incontrerà una sua vecchia conoscenza a cui ha fatto un torto.